# Örnen (stjärnbild)
För andra betydelser, se Örnen.
Örnen (Aquila på latin) är en stjärnbild på norra stjärnhimlen och ligger några grader över himmelsekvatorn.  Den är också en av de 88 moderna stjärnbilderna som erkänns av den Internationella astronomiska unionen.

## Historik
Örnen var en av de 48 konstellationerna som listades av astronomen Klaudios Ptolemaios i hans samlingsverk Almagest.

## Läge

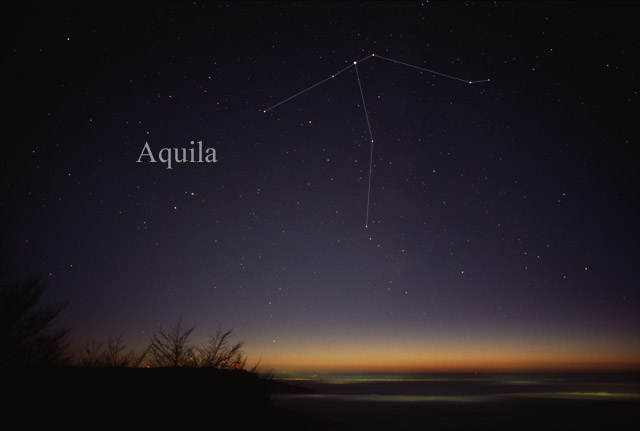
Stjärnbilden Örnen (Aquila) som den kan ses med blotta ögat.

För att lätt kunna finna Örnens stjärnbild är sommaren den bästa tidsperioden. Först ska man ställa sig så att man har Karlavagnen i ryggen och leta efter tre ljusstarka stjärnor. Stjärnorna bildar en vid och "spetsig triangel". Den stjärna som finns längst ner i denna "triangel" är Altair, den starkaste stjärnan i Örnens stjärnbild. Denna triangel brukar kallas för Sommartriangeln. Den bildas av Altair i Örnens, Vega i Lyrans och Deneb i Svanens stjärnbilder.

## Stjärnor
- α - Altair (Alfa Aquilae) är Örnens ljusstarkaste stjärna. Namnet Altair betyder "den flygande örnen". Det var symbolen för Olympens härskare. Altair är en vit stjärna, som ligger ganska nära oss på ett avstånd av 16 ljusår. Den tillhör spektralklass A 7. Magnituden är hela 0,7.
- β - Beta Aquilae (Alshain) befinner sig på ett avstånd av 42 ljusår och har magnituden 3,9. Den är i stort sett identisk med vår egen stjärna (solen).
- γ - Gamma Aquilae (Reda) är en stjärna av spektralklass K 3 och finns på ett avstånd av 230 ljusår. Beräkningar har gjorts och man har kommit fram till att den har en yttemperatur på cirka 4 500 K.
- δ - Delta Aquilae (Deneb Okab) är en dvärgstjärna av spektralklass A 5 och den befinner sig på ett avstånd av 55 ljusår. Magnituden är 3,40.
- η - Eta Aquilae är en stjärna som har förmågan att periodvis variera i ljusstyrka. Det tar cirka 7 d och 4 h för att lysa som starkast med magnituden 4,1 för att sedan åter minska i ljusstyrka till 5,3 (ju högre talet är desto svagare är ljusstyrkan). Stjärnan finns på ett avstånd av 910 ljusår och är av spektralklass G 0.
- ρ - Rho Aquilae är en stjärna av typen A2V på 150 ljusårs avstånd som år 1992, på grund av sin egenrörelse, korsade gränsen till stjärnbilden Delfinen.

## Djuprymdsobjekt

### Stjärnhopar
- NGC 6709 är en öppen stjärnhop av magnitud 6,7.

## Landskapsstjärnbild
Örnen är Upplands landskapsstjärnbild.